# 蒲田車站

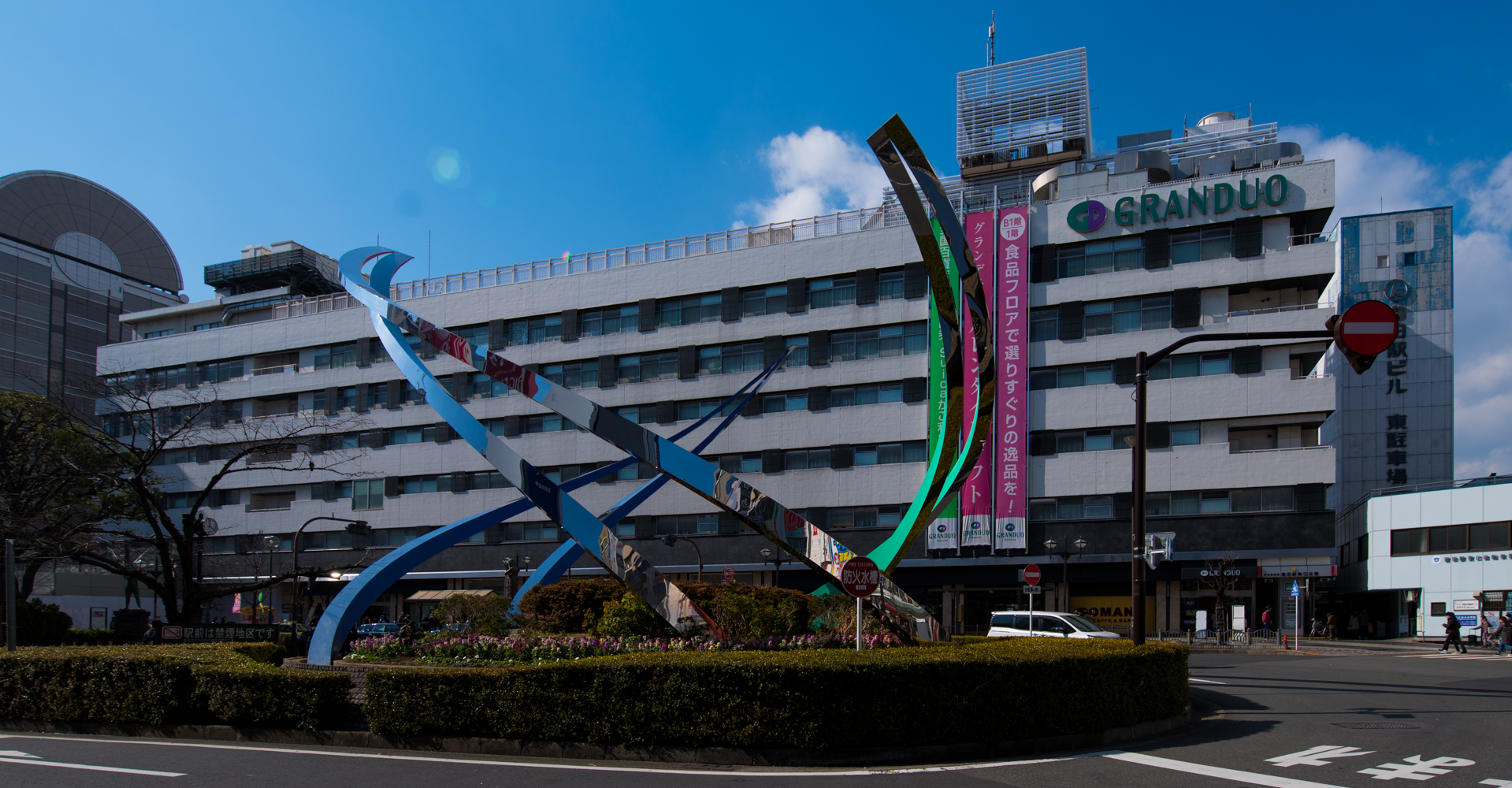
東口（2018年2月）

蒲田車站（日语：／ Kamata eki */?）是位於東京都大田區蒲田五丁目以及西蒲田七丁目，屬於東日本旅客鐵道（JR東日本）和東急電鐵（東急）的鐵路車站。

## 停靠路線
此站有JR東日本與東急以下3條路線停靠，是兩間公司的轉乘站。
- JR東日本： 京濱東北線 - 軌道名稱上是東海道本線（詳細參見路線條目以及「鐵道路線的名稱（日语：鉄道路線の名称）」），此站只停靠行走電車線的京濱東北線電車，旅客資訊上不使用「東海道（本）線」。依據特定都區市內，本站屬於「東京都區內」的南限，也是東海道本線在東京支社（日语：東日本旅客鉄道東京支社）管內最南端車站。車站編號是「JK 17」。

- 東急： 池上線、 東急多摩川線 - 東急車站有池上線與東急多摩川線2條路線停靠。後者的正式名稱是加入了公司名「東急」的「東急多摩川線」，車站內資訊亦同。車站編號是「IK15」、「TM07」。

## 历史
- 1904年（明治37年）4月11日－日本國鐵東海道本線蒲田站開業[1]。
- 1914年（大正3年）12月20日－京濱線（京濱東北線前身）開始運行。
- 1922年（大正11年）10月6日－池上電氣鐵道線（現：池上線）本站至池上段開業[2]。為上下車分離的側式月台2面2線構造，與國鐵蒲田站呈直角方向[2]。
- 1923年（大正12年）11月1日－目黑蒲田電鐵目蒲線（現：東急多摩川線）本站至沼部段開業[1][3]。位於國鐵蒲田站南方，介於國鐵與池上線之間，為單面缺口月台1面2線構造[1][2]。
- 1927年（昭和2年）－池上線蒲田站遷移，月台改為1面1線，與目蒲線蒲田站平行[2]。
- 1934年（昭和10年）10月－池上電氣鐵道合併目黑蒲田電鐵，鋪設池上線往目蒲線的聯絡線[2]。
- 1940年（昭和15年）5月－隨著使用人數增加，池上線遷移改為終端式2面2線月台構造，並與國鐵蒲田站呈直角方向[2]。目蒲線蒲田站改為島式1面2線[2]。
- 1945年（昭和20年）
  - 6月1日－因戰爭影響，目蒲線矢口渡站 - 蒲田站間停駛。
  - 8月14日－目蒲線矢口渡站 - 蒲田站間暫時通車[4]。道塚站至池上線蒲田站之間為單線並列[2][4][5]。
- 1962年（昭和37年）－東口車站大樓開業。
- 1968年（昭和43年）10月29日－東急蒲田站高架化，改為終端式5面4線構造，部分單線區間改回複線[1]。
- 1970年（昭和45年）－西口車站大樓開業。
- 1971年（昭和46年）5月23日－開設旅遊中心。
- 1976年（昭和51年）2月14日－國鐵中止本站的貨運業務。
- 1986年（昭和61年）11月1日－國鐵中止本站的行李托運業務。
- 1987年（昭和62年）4月1日－國鐵分割民營化，本站由JR東日本接手管理。
- 2000年（平成12年）8月6日－目蒲線被分割為東急多摩川線及目黑線，本站改屬東急多摩川線及池上線。
- 2001年（平成13年）11月18日－JR東日本的智能卡系統Suica正式投入服務。
- 2004年（平成16年）4月10日、11日－JR站區舉行開業100周年紀念活動（並發售紀念版Orange Card預付卡）。
- 2007年（平成19年）5月－車站及車站大樓進行復新工程，工程一直進行至2008年夏季。
- 2008年（平成20年）4月16日－兩座車站大樓合併為「GRANDUO蒲田」並開業。

## 車站結構
JR東日本與東急車站可透過蒲田東急PLAZA2樓往來。JR東日本將南口作為東急連絡口，但從中央口出站時也能藉由連絡通道前往轉乘。JR東日本的中央口與南口不連通。東急只有一處檢票口。

### JR東日本
JR站區為地面車站，月台為島式月台2面3線構造，站房採跨站式站房設計，內部設有綠色窗口、View Plaza、自動閘機及自動售票機等設備。
由於車站南側是京濱東北線其中一個車庫大田運輸區的所在地，所以京濱東北線南行方向部分班次（進入車庫或折返）會以本站為終點，而北行方向的末班列車亦會以本站為終點。另外，本站首班車發車時刻是23區內最早的一站，末班車也超過凌晨一點。
2016年2月開始，本站採用與上野東京線、宇都宮線等一樣的最新型廣播系統（又稱宇都宮型）。

#### 月台配置
月台採島式月台2面3線設計，其中中線是2、3號月台共用，也是通往蒲田電車區的軌道。當列車駛進中線或自中線開出時，2、3號月台均會同時進行廣播以提示乘客。
| 月台 | 路線       | 方向 | 目的地                             |
| ---- | ---------- | ---- | ---------------------------------- |
| 1、2 | 京濱東北線 | 南行 | 川崎、橫濱、櫻木町、關內、大船方向 |
| 3、4 | 京濱東北線 | 北行 | 品川、東京、上野、赤羽、大宮方向   |

（來源：JR東日本:車站構內圖 （页面存档备份，存于））
- 2號線是早晨始發與南下本站終停列車到站時的下車專用月台。
- 3號線僅供本站折返始發列車使用，大田運輸區（日语：大田運輸区）出庫的營業列車從4號線發車。（來源：JR東日本:車站構內圖 （页面存档备份，存于））

#### 發車音樂
本站的發車音樂是1997年2月23日起導入的《蒲田行進曲》。這是取自於過去蒲田的松竹蒲田攝影所。

#### 車站改建工程
2007年4月17日發表大規模改建工程，同年5月至2008年夏季動工。同時進行車站大樓改建工程（後述）。
- 老朽化的大廳改為挑高式。
- 將站內的商店集中，新設VIEW PLAZA。
- 設置自動驗票閘門。
- 增設廁所。
- 與大田區合作在東口與西口設置電梯（2007年7月啟用）。

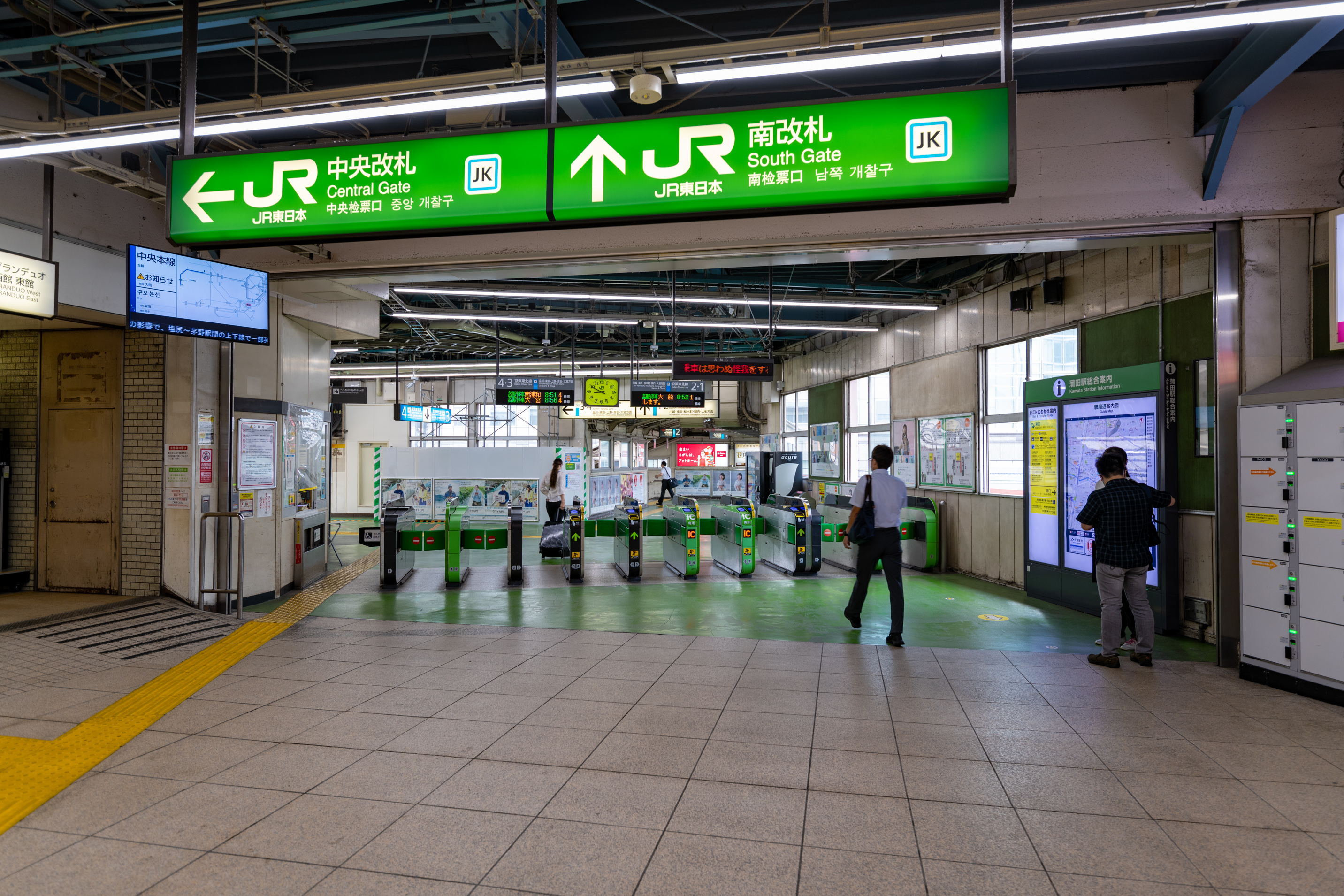
南驗票口（2021年8月）
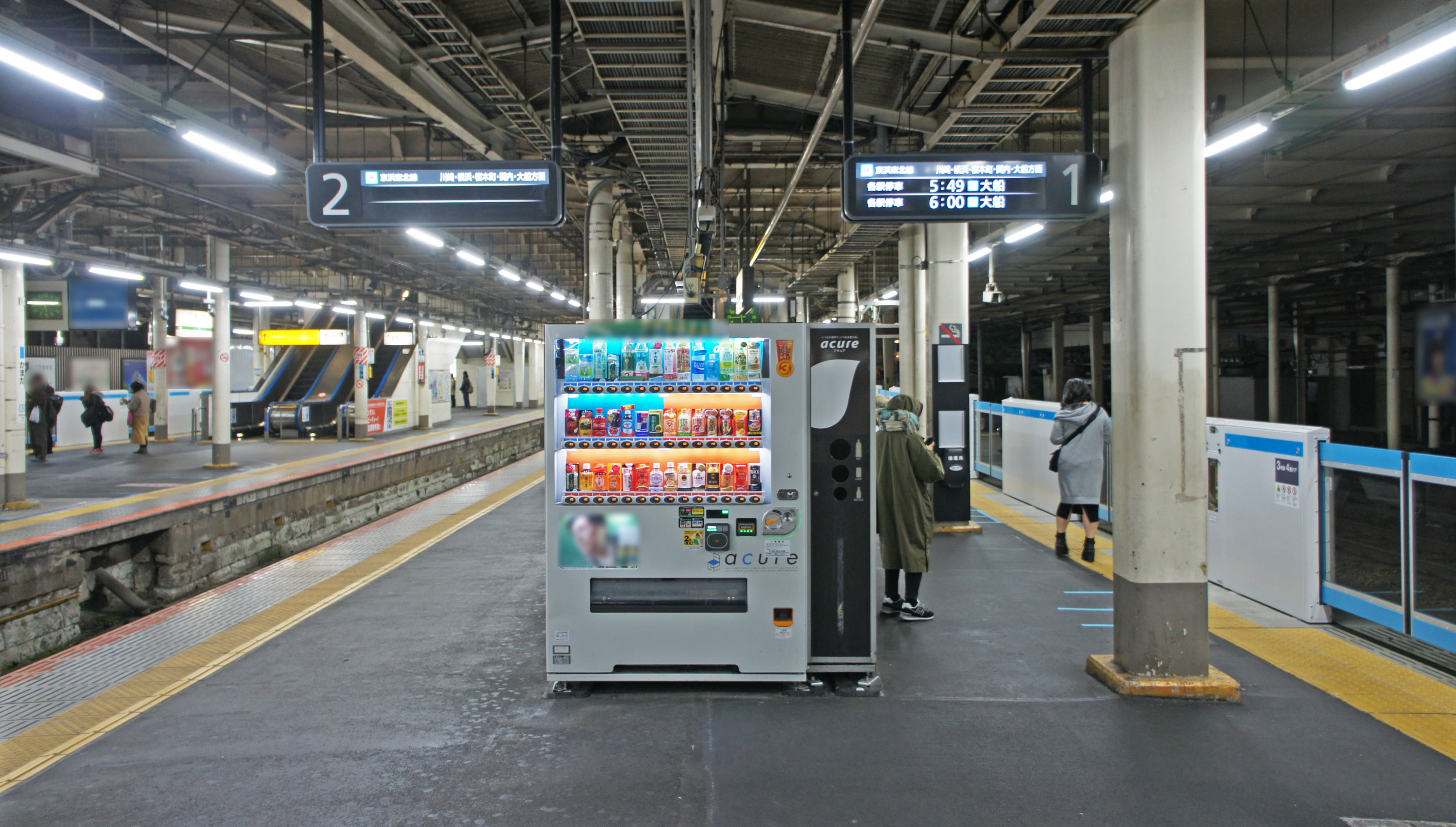
1號與2號月台（2019年11月）
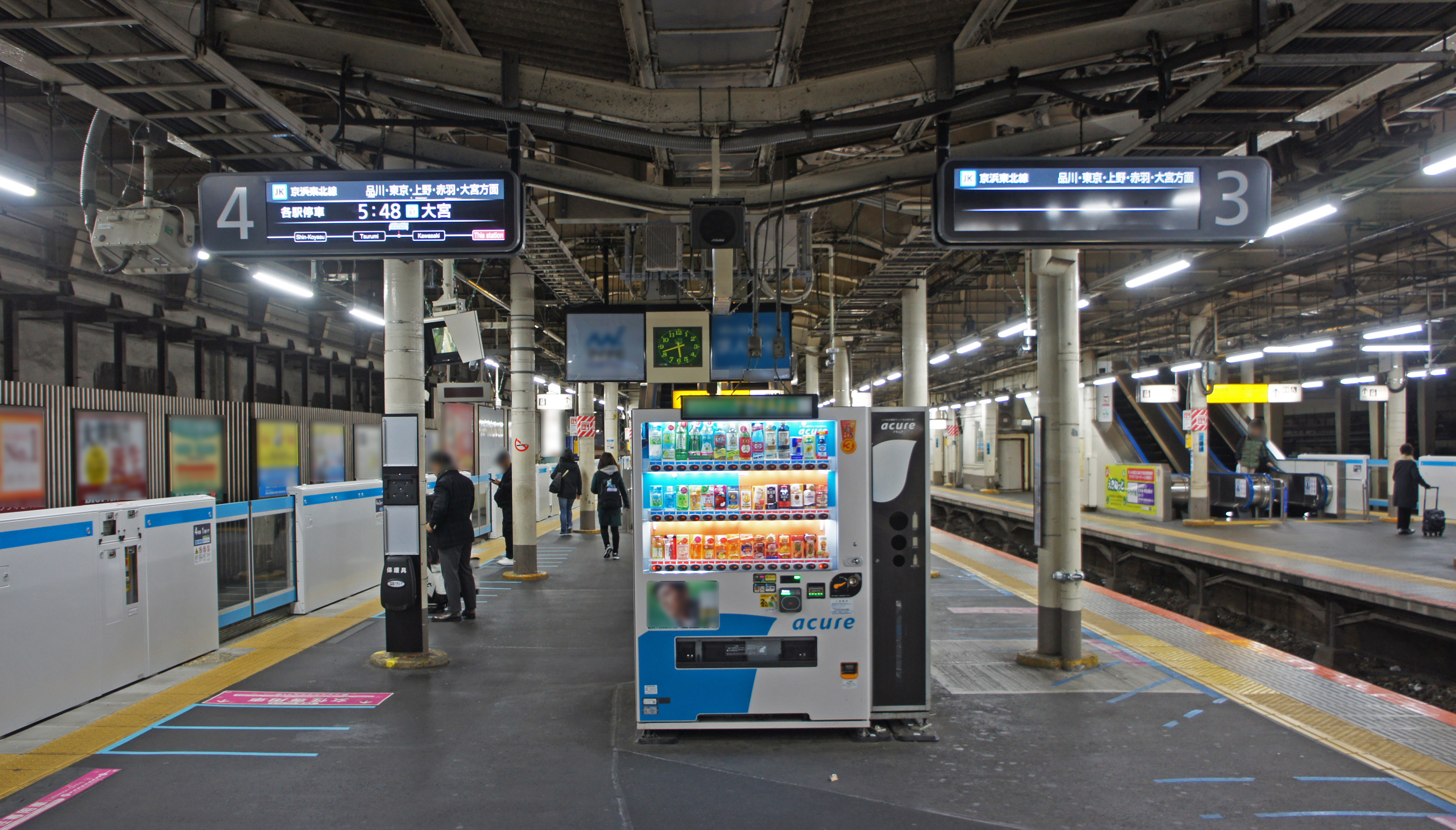
3號與4號月台（2019年11月）

### 東急電鐵
港灣式月台5面4線的高架車站。池上線與東急多摩川線各自使用2線月台。兩端與中央的月台作為下車專用月台。中央部分的下車專用月台由池上線、東急多摩川線共用。與其他池上線與東急多摩川線車站一樣，乘車月台有一人控制監視設備與安全柵欄，下車月台僅有部分有安全柵欄。
早晨傍晚有池上線與東急多摩川線的直通列車。這除了是平日尖峰時刻的列車調度，也兼讓池上線雪谷大塚站附設的雪谷檢車區列車進出東急多摩川線。為了方便調度，直通列車通常停靠池上線列車使用的2號線。另外，東急多摩川線有臨時列車運行或運行障礙等狀況造成無法使用3、4號線時，東急多摩川線列車改使用2號線。
夜間的池上線會停放一輛，東急多摩川線會停靠兩輛列車。其中各一輛會作為隔天往五反田與往多摩川的始發列車。2013年度（3月），本站月台、大廳、旅客廁所等全面導入LED照明，是東急線第三座全站導入LED照明的車站。

#### 月台配置
| 月台 | 路線         | 目的地                       | 備註                  |
| ---- | ------------ | ---------------------------- | --------------------- |
| 1、2 | 池上線       | 雪谷大塚、旗之台、五反田方向 |                       |
| 3、4 | 東急多摩川線 | 下丸子、多摩川方向           | 早晚部分列車於2號月台 |

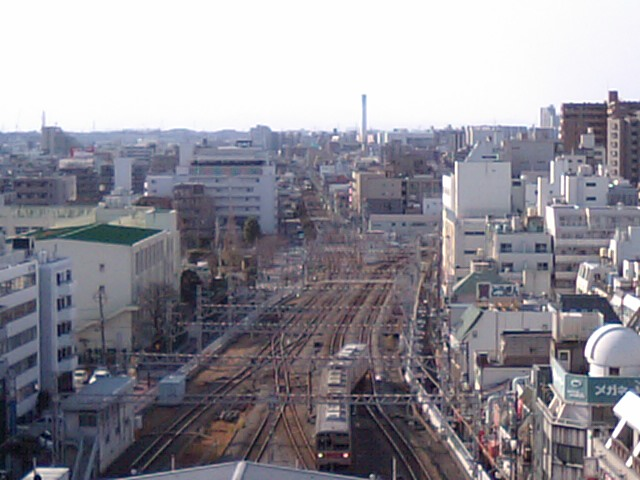
東急站區的軌道配置，左邊的是東急多摩川線，右邊是池上線
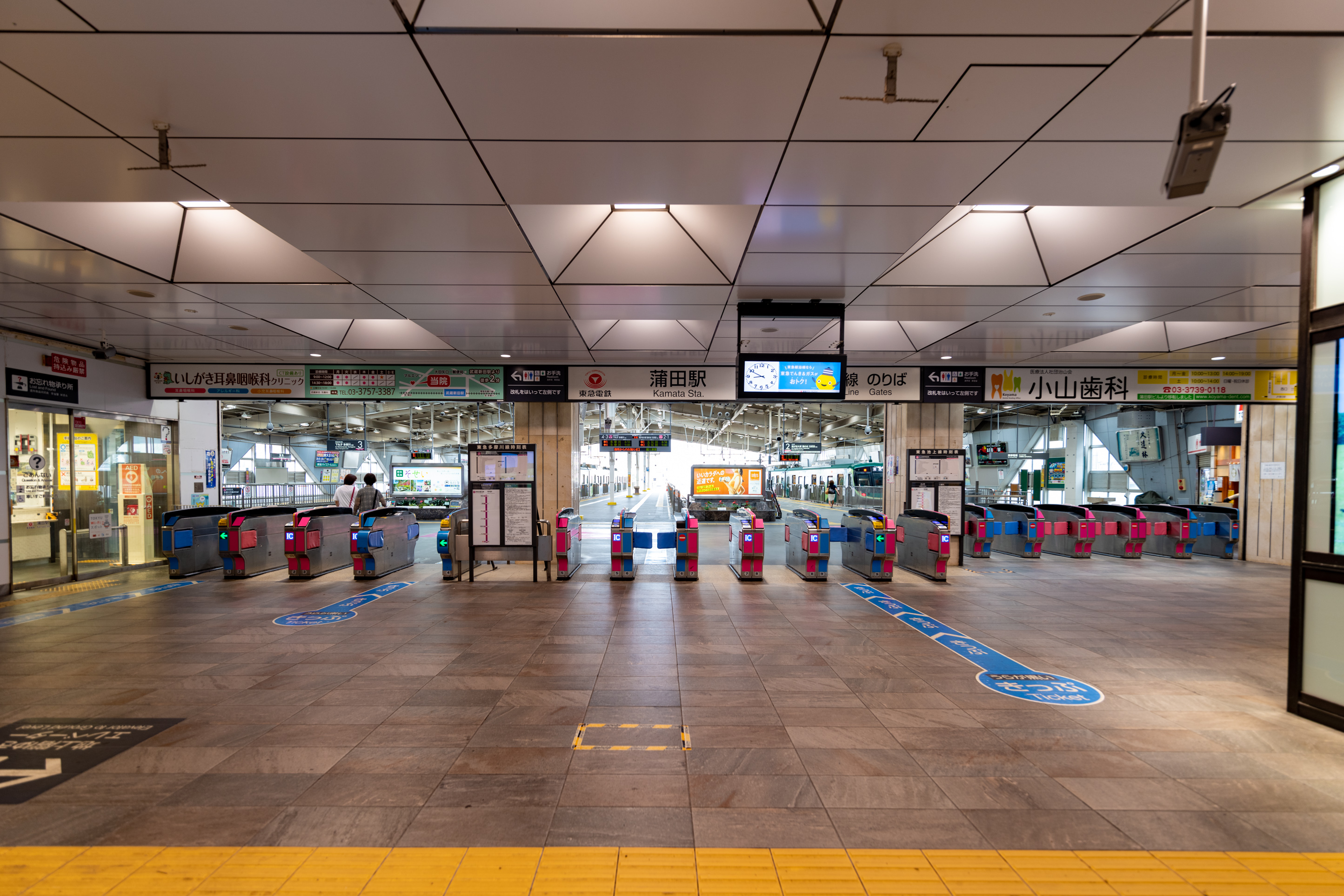
驗票口（2021年8月）
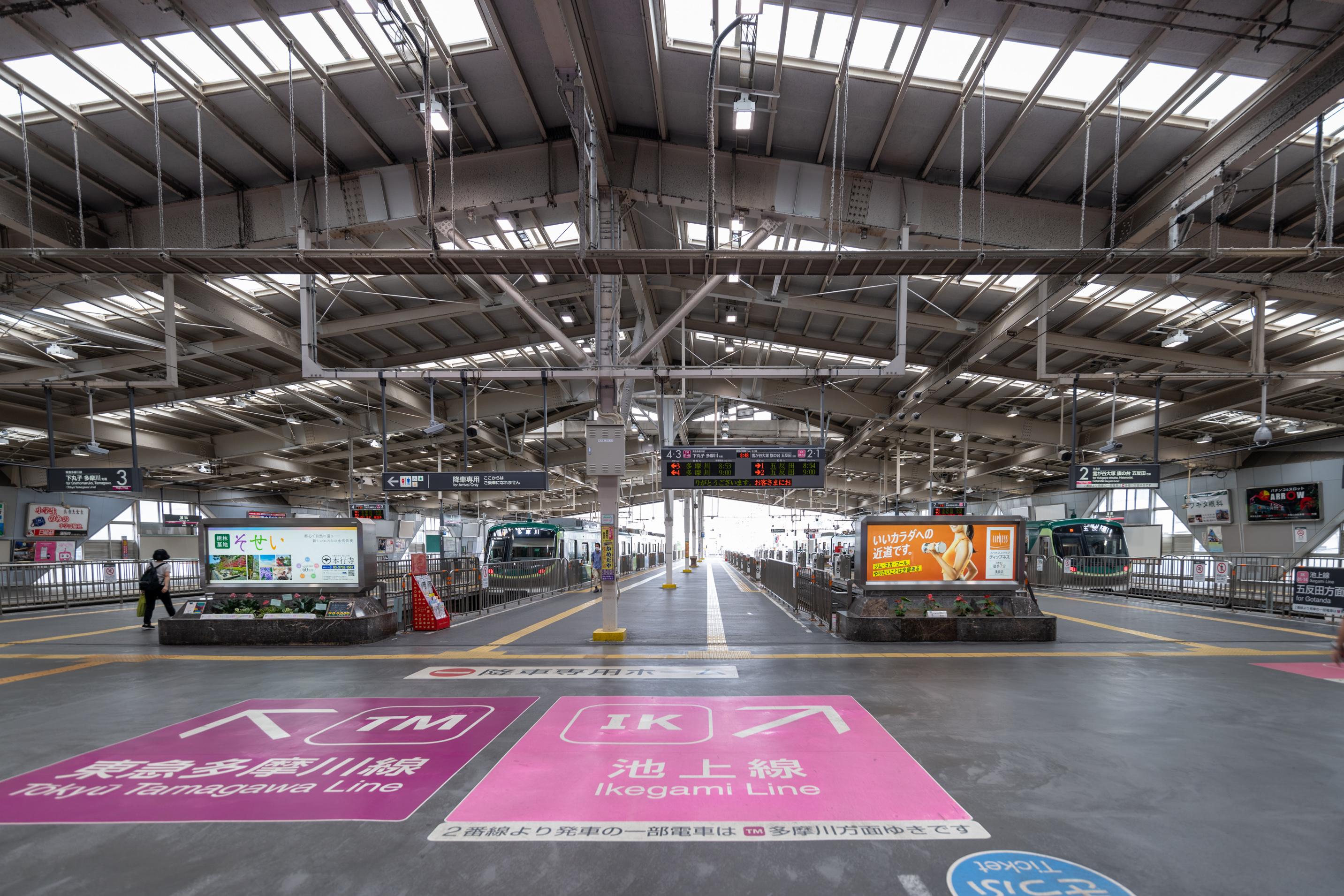
月台（2021年8月）

#### 車站改建工程
2007年度，東急宣布進行無障礙設施改建工程，並設置新的電梯。2012年設置多功能廁所。2013年度進行站房改建。是東急繼自由丘站、綠丘站後第三座全面導入LED照明的車站。

#### 多摩川Art Line Project
多摩川Art Line Project在本站展示以下藝術作品。
- Florian Claar「Thing 1 + Thing 2」 - 以未來的蒲田站為主題的CG作品
- 本橋良介「Ibk2007」
- 吉田重信「INFINITY LIGHT」

## 使用情況
- JR東日本 - 2019年度1日平均上車人次為144,934人[利用客数 1]。
該公司車站當中僅次於中野站排行第20位。
- 東急電鐵 - （池上線、多摩川線內互相轉乘人次除外）[利用客数 2]。
  - 池上線 - 2019年度1日平均上下車人次為77,049人。
池上線內僅次於五反田站排行第2位。
  - 東急多摩川線 - 2019年度1日平均上下車人次為91,787人。
東急多摩川線內第1位。

### 各年度1日平均上下車人次
近年1日平均上下車人次推移如下表（JR除外）。
| 年度               | 東京急行電鐵/東急電鐵 | 東京急行電鐵/東急電鐵 | 東京急行電鐵/東急電鐵        | 東京急行電鐵/東急電鐵 | 東京急行電鐵/東急電鐵 |
| 年度               | 池上線                | 池上線                | 池上線 東急多摩川線 轉乘人次 | 多摩川線              | 多摩川線              |
| 年度               | 1日平均 上下車人次    | 增長率                | 池上線 東急多摩川線 轉乘人次 | 1日平均 上下車人次    | 增長率                |
| ------------------ | --------------------- | --------------------- | ---------------------------- | --------------------- | --------------------- |
| 2002年（平成14年） | 64,467                |                       | 7,233                        | 79,110                |                       |
| 2003年（平成15年） | 64,420                | −0.1%                 |                              | 79,736                | 0.8%                  |
| 2004年（平成16年） | 64,554                | 0.2%                  |                              | 81,936                | 2.8%                  |
| 2005年（平成17年） | 64,664                | 0.2%                  |                              | 82,890                | 1.2%                  |
| 2006年（平成18年） | 66,299                | 2.5%                  | 7,168                        | 83,760                | 1.0%                  |
| 2007年（平成19年） | 67,380                | 1.6%                  | 7,172                        | 83,697                | −0.1%                 |
| 2008年（平成20年） | 68,375                | 1.5%                  | 7,104                        | 85,155                | 1.7%                  |
| 2009年（平成21年） | 67,863                | −0.7%                 | 6,967                        | 84,406                | −0.9%                 |
| 2010年（平成22年） | 67,873                | 0.0%                  | 7,073                        | 84,399                | 0.0%                  |
| 2011年（平成23年） | 67,171                | −1.0%                 | 7,093                        | 84,269                | −0.2%                 |
| 2012年（平成24年） | 68,143                | 1.4%                  | 7,307                        | 85,300                | 1.2%                  |
| 2013年（平成25年） | 69,464                | 1.9%                  | 7,656                        | 88,102                | 3.3%                  |
| 2014年（平成26年） | 69,631                | 0.2%                  | 7,654                        | 87,970                | −0.1%                 |
| 2015年（平成27年） | 72,106                | 3.6%                  | 7,813                        | 89,007                | 1.2%                  |
| 2016年（平成28年） | 73,814                | 2.4%                  | 7,760                        | 89,716                | 0.8%                  |
| 2017年（平成29年） | 75,484                | 2.3%                  | 7,767                        | 91,538                | 2.0%                  |
| 2018年（平成30年） | 76,764                | 1.7%                  | 7,947                        | 92,493                | 1.0%                  |
| 2019年（令和元年） | 77,049                | 0.4%                  |                              | 91,787                | −0.8%                 |

### 各年度1日平均上車人次（1900年代 - 1930年代）
各年度1日平均上車人次如下表。
| 年度               | 國鐵   | 池上電氣鐵道 | 目黑蒲田電鐵 | 來源              |
| ------------------ | ------ | ------------ | ------------ | ----------------- |
| 1904年（明治37年） | 104    | 未 開 業     | 未 開 業     | [ 東京府統計 1 ]  |
| 1905年（明治38年） | 96     | 未 開 業     | 未 開 業     | [ 東京府統計 2 ]  |
| 1907年（明治40年） | 121    | 未 開 業     | 未 開 業     | [ 東京府統計 3 ]  |
| 1908年（明治41年） | 106    | 未 開 業     | 未 開 業     | [ 東京府統計 4 ]  |
| 1909年（明治42年） | 106    | 未 開 業     | 未 開 業     | [ 東京府統計 5 ]  |
| 1911年（明治44年） | 192    | 未 開 業     | 未 開 業     | [ 東京府統計 6 ]  |
| 1912年（大正元年） | 229    | 未 開 業     | 未 開 業     | [ 東京府統計 7 ]  |
| 1913年（大正02年） | 229    | 未 開 業     | 未 開 業     | [ 東京府統計 8 ]  |
| 1914年（大正03年） | 219    | 未 開 業     | 未 開 業     | [ 東京府統計 9 ]  |
| 1915年（大正04年） | 318    | 未 開 業     | 未 開 業     | [ 東京府統計 10 ] |
| 1916年（大正05年） | 400    | 未 開 業     | 未 開 業     | [ 東京府統計 11 ] |
| 1919年（大正08年） | 1,306  | 未 開 業     | 未 開 業     | [ 東京府統計 12 ] |
| 1920年（大正09年） | 1,796  | 未 開 業     | 未 開 業     | [ 東京府統計 13 ] |
| 1922年（大正11年） | 4,047  | [ 備考 2 ]   | 未 開 業     | [ 東京府統計 14 ] |
| 1923年（大正12年） | 6,084  |              | [ 備考 3 ]   | [ 東京府統計 15 ] |
| 1924年（大正13年） | 10,476 |              |              | [ 東京府統計 16 ] |
| 1925年（大正14年） | 12,368 |              |              | [ 東京府統計 17 ] |
| 1926年（昭和元年） | 14,233 | 1,552        | 1,983        | [ 東京府統計 18 ] |
| 1927年（昭和02年） | 16,873 | 1,733        | 2,174        | [ 東京府統計 19 ] |
| 1928年（昭和03年） | 20,525 | 3,052        | 2,280        | [ 東京府統計 20 ] |
| 1929年（昭和04年） | 22,049 | 3,543        | 2,668        | [ 東京府統計 21 ] |
| 1930年（昭和05年） | 22,717 | 4,112        | 2,072        | [ 東京府統計 22 ] |
| 1931年（昭和06年） | 23,139 | 4,148        | 3,051        | [ 東京府統計 23 ] |
| 1932年（昭和07年） | 23,718 | 2,436        | 3,171        | [ 東京府統計 24 ] |
| 1933年（昭和08年） | 19,768 | 4,824        | 3,539        | [ 東京府統計 25 ] |
| 1934年（昭和09年） | 21,457 | 5,312        | 4,313        | [ 東京府統計 26 ] |
| 1935年（昭和10年） | 23,343 | 5,809        | 5,941        | [ 東京府統計 27 ] |

### 各年度1日平均上車人次（1953年 - 2000年）
| 年度               | 國鐵/ JR東日本 | 東京急行電鐵 | 東京急行電鐵 | 來源              |
| 年度               | 國鐵/ JR東日本 | 池上線       | 目蒲線       | 來源              |
| ------------------ | -------------- | ------------ | ------------ | ----------------- |
| 1953年（昭和28年） | 33,483         |              |              | [ 東京都統計 1 ]  |
| 1954年（昭和29年） | 45,964         |              |              | [ 東京都統計 2 ]  |
| 1955年（昭和30年） | 41,880         |              |              | [ 東京都統計 3 ]  |
| 1956年（昭和31年） | 61,531         | 26,905       | 31,528       | [ 東京都統計 4 ]  |
| 1957年（昭和32年） | 69,985         | 30,280       | 36,339       | [ 東京都統計 5 ]  |
| 1958年（昭和33年） | 74,693         | 31,412       | 38,633       | [ 東京都統計 6 ]  |
| 1959年（昭和34年） | 83,697         | 29,662       | 38,281       | [ 東京都統計 7 ]  |
| 1960年（昭和35年） | 92,215         | 30,710       | 41,591       | [ 東京都統計 8 ]  |
| 1961年（昭和36年） | 96,006         | 31,666       | 44,947       | [ 東京都統計 9 ]  |
| 1962年（昭和37年） | 101,340        | 36,398       | 50,977       | [ 東京都統計 10 ] |
| 1963年（昭和38年） | 110,163        | 33,364       | 49,449       | [ 東京都統計 11 ] |
| 1964年（昭和39年） | 113,668        | 34,174       | 53,996       | [ 東京都統計 12 ] |
| 1965年（昭和40年） | 118,677        | 36,483       | 52,766       | [ 東京都統計 13 ] |
| 1966年（昭和41年） | 112,471        | 33,398       | 50,500       | [ 東京都統計 14 ] |
| 1967年（昭和42年） | 115,216        | 31,882       | 50,361       | [ 東京都統計 15 ] |
| 1968年（昭和43年） | 113,708        | 31,755       | 49,812       | [ 東京都統計 16 ] |
| 1969年（昭和44年） | 101,721        | 33,033       | 50,035       | [ 東京都統計 17 ] |
| 1970年（昭和45年） | 97,951         | 33,825       | 49,995       | [ 東京都統計 18 ] |
| 1971年（昭和46年） | 116,177        | 34,478       | 48,907       | [ 東京都統計 19 ] |
| 1972年（昭和47年） | 112,841        | 35,203       | 49,181       | [ 東京都統計 20 ] |
| 1973年（昭和48年） | 112,367        | 35,638       | 49,660       | [ 東京都統計 21 ] |
| 1974年（昭和49年） | 114,532        |              | 47,337       | [ 東京都統計 22 ] |
| 1975年（昭和50年） | 111,956        |              |              | [ 東京都統計 23 ] |
| 1976年（昭和51年） | 115,529        | 30,304       | 44,696       | [ 東京都統計 24 ] |
| 1977年（昭和52年） | 112,888        | 30,482       | 45,353       | [ 東京都統計 25 ] |
| 1978年（昭和53年） | 111,282        | 30,811       | 44,589       | [ 東京都統計 26 ] |
| 1979年（昭和54年） | 110,751        | 30,355       | 44,077       | [ 東京都統計 27 ] |
| 1980年（昭和55年） | 108,893        | 29,816       | 44,811       | [ 東京都統計 28 ] |
| 1981年（昭和56年） | 107,490        | 30,134       | 45,137       | [ 東京都統計 29 ] |
| 1982年（昭和57年） | 105,099        | 30,162       | 45,370       | [ 東京都統計 30 ] |
| 1983年（昭和58年） | 107,230        | 29,959       | 46,699       | [ 東京都統計 31 ] |
| 1984年（昭和59年） | 110,208        | 30,479       | 46,307       | [ 東京都統計 32 ] |
| 1985年（昭和60年） | 108,244        | 31,247       | 46,756       | [ 東京都統計 33 ] |
| 1986年（昭和61年） | 112,745        | 31,756       | 46,934       | [ 東京都統計 34 ] |
| 1987年（昭和62年） | 112,893        | 32,011       | 46,749       | [ 東京都統計 35 ] |
| 1988年（昭和63年） | 118,151        | 34,359       | 49,184       | [ 東京都統計 36 ] |
| 1989年（平成元年） | 118,384        | 31,704       | 31,285       | [ 東京都統計 37 ] |
| 1990年（平成02年） | 121,717        | 36,263       | 47,866       | [ 東京都統計 38 ] |
| 1991年（平成03年） | 125,893        | 35,735       | 50,137       | [ 東京都統計 39 ] |
| 1992年（平成04年） | 126,033        | 35,233       | 49,197       | [ 東京都統計 40 ] |
| 1993年（平成05年） | 126,592        | 35,742       | 48,408       | [ 東京都統計 41 ] |
| 1994年（平成06年） | 126,353        | 33,740       | 45,192       | [ 東京都統計 42 ] |
| 1995年（平成07年） | 126,798        | 32,872       | 45,374       | [ 東京都統計 43 ] |
| 1996年（平成08年） | 128,638        | 32,820       | 44,216       | [ 東京都統計 44 ] |
| 1997年（平成09年） | 127,937        | 32,764       | 43,915       | [ 東京都統計 45 ] |
| 1998年（平成10年） | 127,740        | 32,707       | 43,896       | [ 東京都統計 46 ] |
| 1999年（平成11年） | 130,351        | 34,352       | 45,413       | [ 東京都統計 47 ] |
| 2000年（平成12年） | 129,724        | 34,236       | 45,540       | [ 東京都統計 48 ] |

### 各年度1日平均上車人次（2001年以後）
近年1日平均上車人次推移如下表。
| 年度               | JR東日本 | 東京急行電鐵 / 東急電鐵 | 東京急行電鐵 / 東急電鐵 | 來源              |
| 年度               | JR東日本 | 池上線                  | 東急 多摩川線           | 來源              |
| ------------------ | -------- | ----------------------- | ----------------------- | ----------------- |
| 2001年（平成13年） | 128,546  | 34,347                  | 43,342                  | [ 東京都統計 49 ] |
| 2002年（平成14年） | 128,051  | 36,422                  | 43,151                  | [ 東京都統計 50 ] |
| 2003年（平成15年） | 128,892  | 36,311                  | 43,325                  | [ 東京都統計 51 ] |
| 2004年（平成16年） | 130,933  | 35,545                  | 43,592                  | [ 東京都統計 52 ] |
| 2005年（平成17年） | 131,947  | 32,111                  | 40,763                  | [ 東京都統計 53 ] |
| 2006年（平成18年） | 134,096  | 32,896                  | 41,189                  | [ 東京都統計 54 ] |
| 2007年（平成19年） | 136,210  | 33,358                  | 41,123                  | [ 東京都統計 55 ] |
| 2008年（平成20年） | 135,701  | 33,836                  | 41,885                  | [ 東京都統計 56 ] |
| 2009年（平成21年） | 133,758  | 33,605                  | 41,575                  | [ 東京都統計 57 ] |
| 2010年（平成22年） | 133,748  | 33,603                  | 41,584                  | [ 東京都統計 58 ] |
| 2011年（平成23年） | 133,593  | 33,265                  | 41,522                  | [ 東京都統計 59 ] |
| 2012年（平成24年） | 135,688  | 33,737                  | 42,027                  | [ 東京都統計 60 ] |
| 2013年（平成25年） | 139,728  | 34,386                  | 43,378                  | [ 東京都統計 61 ] |
| 2014年（平成26年） | 140,290  | 34,484                  | 43,378                  | [ 東京都統計 62 ] |
| 2015年（平成27年） | 143,272  | 35,708                  | 43,902                  | [ 東京都統計 63 ] |
| 2016年（平成28年） | 144,072  | 36,567                  | 44,282                  | [ 東京都統計 64 ] |
| 2017年（平成29年） | 145,643  | 37,433                  | 45,230                  | [ 東京都統計 65 ] |
| 2018年（平成30年） | 146,337  | 38,093                  | 45,674                  | [ 東京都統計 66 ] |
| 2019年（令和元年） | 144,934  |                         |                         |                   |

備註
1. ↑  1904年4月11日開業。開業日起至翌年3月31日為止合計355日間集計資料。
2. ↑  1922年10月6日開業。
3. ↑  1923年11月1日開業。
4. ↑  至2000年8月5日為止為目蒲線。

## 車站周邊
蒲田車站周邊是官署聚集的大田區行政中心，為區南部（舊蒲田區）最具代表的繁華街。車站兩站為大型店（車站大樓）與商店街。與身為羽田機場玄關口的京急蒲田站之間有多間旅館。

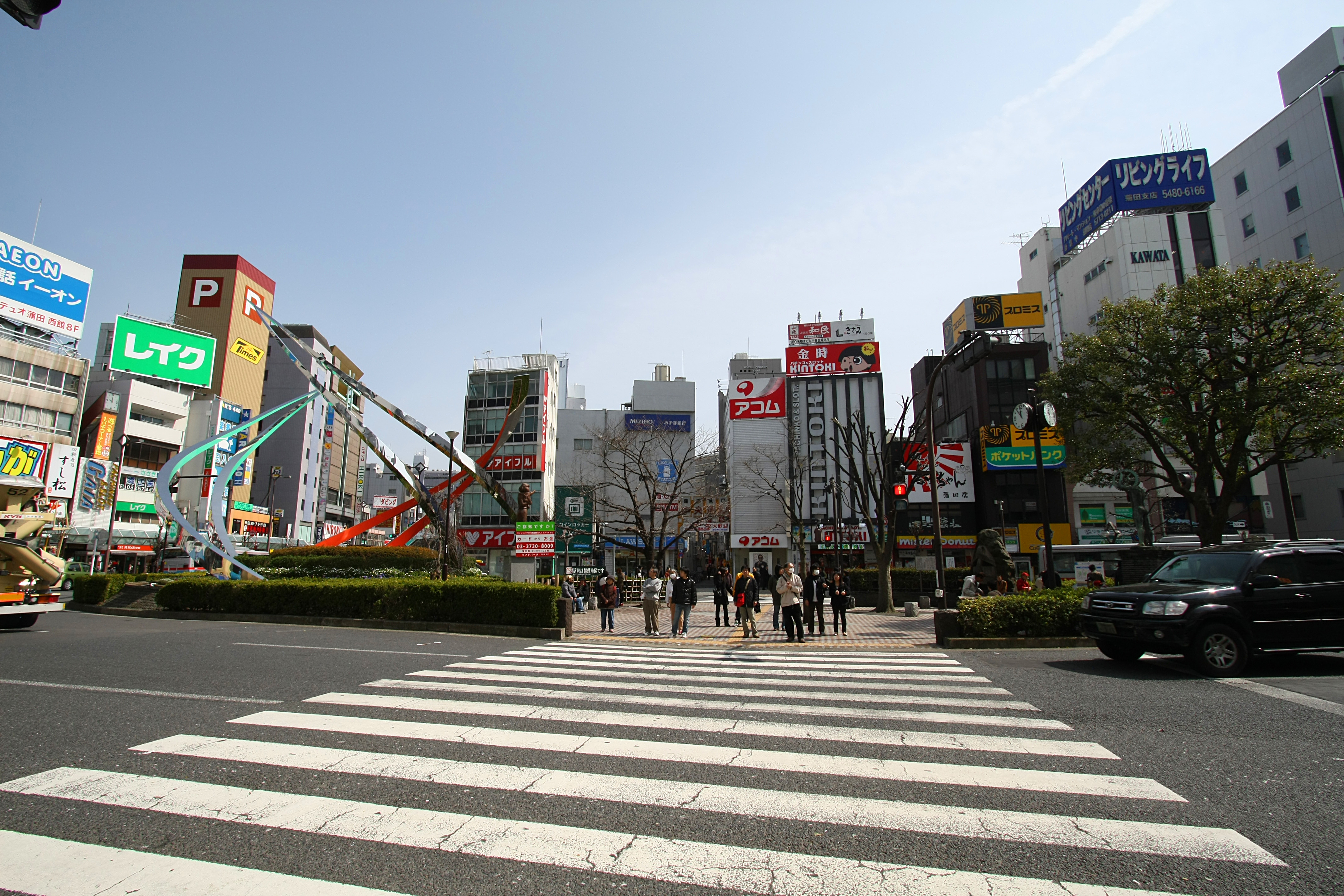
東口圓環

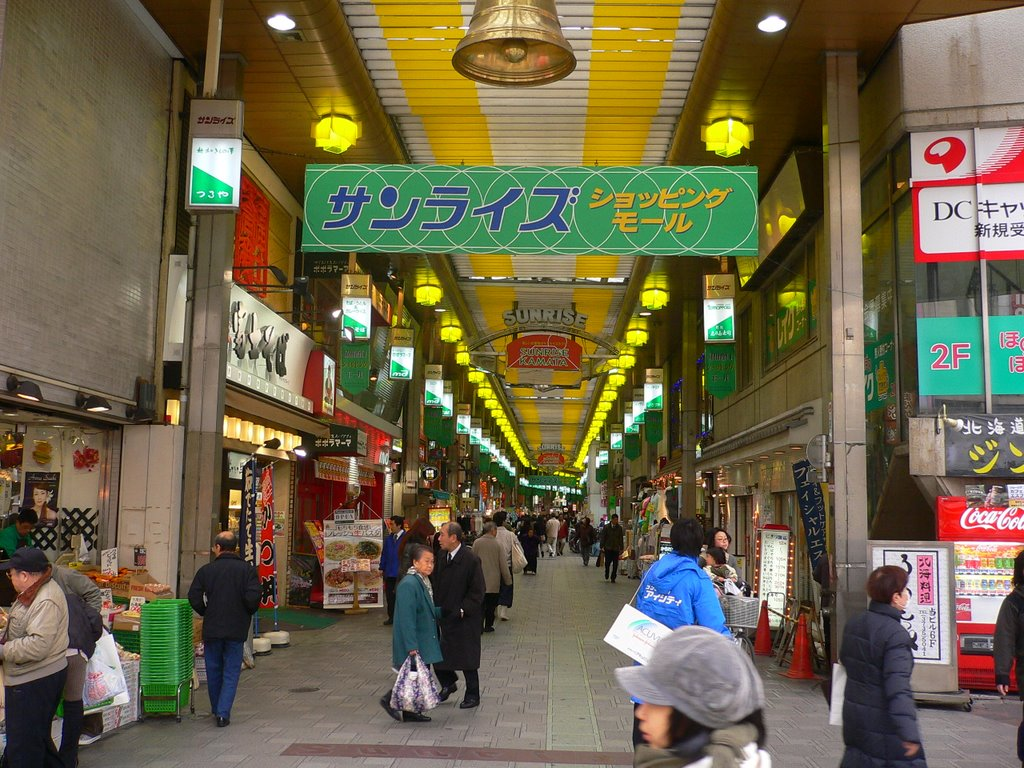
蒲田西口商店街

計程車乘車處分別在東口、西口。另外，京濱急行電鐵京急蒲田站在本站東方800公尺處。從本站乘車至京急蒲田站時，再告知司機後付現車資僅100日圓。

### 東口
- 大田區役所（日语：大田区役所）
- 大田區役所蒲田地域廳舍、蒲田東特別出張所
- 大田區保健所
- 大田區消費者生活中心
  - 大田區立蒲田站前圖書館
- 大田區社會福祉中心
  - キッズな蒲田（育兒支援設施）
- Aroma Square（日语：アロマスクエア）
  - 大田區民會館Aprico
  - Aroma Square郵便局
  - 德島銀行（日语：徳島銀行）蒲田支店
- 蒲田郵便局（日语：蒲田郵便局）
  - 郵貯銀行蒲田店
- 蒲田一郵便局
- 大田勞動基準監督署
- 蒲田警察署（日语：蒲田警察署）
- 蒲田稅務署（日语：税務署）
- 日本年金機構（日语：日本年金機構）大田年金事務所
- 蒲田公證役場
- Megane Drug（日语：メガネドラッグ）本店
- 大田區立新宿小學校（日语：大田区立新宿小学校）
- 大田區立蒲田小學校
- 大田區立蒲田中學校
- 東京都立蒲田高等學校（日语：東京都立蒲田高等学校）
- 三菱UFJ銀行蒲田支店
  - 三菱UFJ銀行蒲田站前支店
- 橫濱銀行蒲田支店
- 阿波銀行（日语：阿波銀行）蒲田支店
- 中央勞動金庫（日语：中央労働金庫）蒲田支店

### 西口
- 大田區役所蒲田西特別出張所
- 蒲田站前郵便局
- 東京消防廳矢口消防署西蒲田出張所
- 東京工科大學蒲田校區
- 日本工學院專門學校

### 南口
- JR東日本大田運輸區（日语：大田運輸区）
- 蒲田清掃事務所
- 湯澤屋（日语：ユザワヤ）蒲田店
- 富士通Solution Square
- 東京實業高等學校（日语：東京実業高等学校）
- 大田區立御園中學校（日语：大田区立御園中学校）
- 大田區民中心
- 東京都道311號環狀八號線（日语：東京都道311号環状八号線）

### 車站大樓
2008年4月16日，「GRANDUO蒲田」開幕。JR側的車站大樓在2007年3月底以前由蒲田車站大樓株式會社（1963年2月11日公司設立，2007年4月與JR東日本商業開發株式會社合併）營運。過去，東口側有1962年開幕的「パリオ」，西口側有1970年開幕的「サンカマタ」。之後由於建物老化，加上無障礙設施不足，於是與JR蒲田站一同進行整修改建，2007年8月1日全館休館。
西口東急側有東急PLAZA蒲田。部份樓層與GRANDUO蒲田西館連通。

## 巴士路線

### 東口

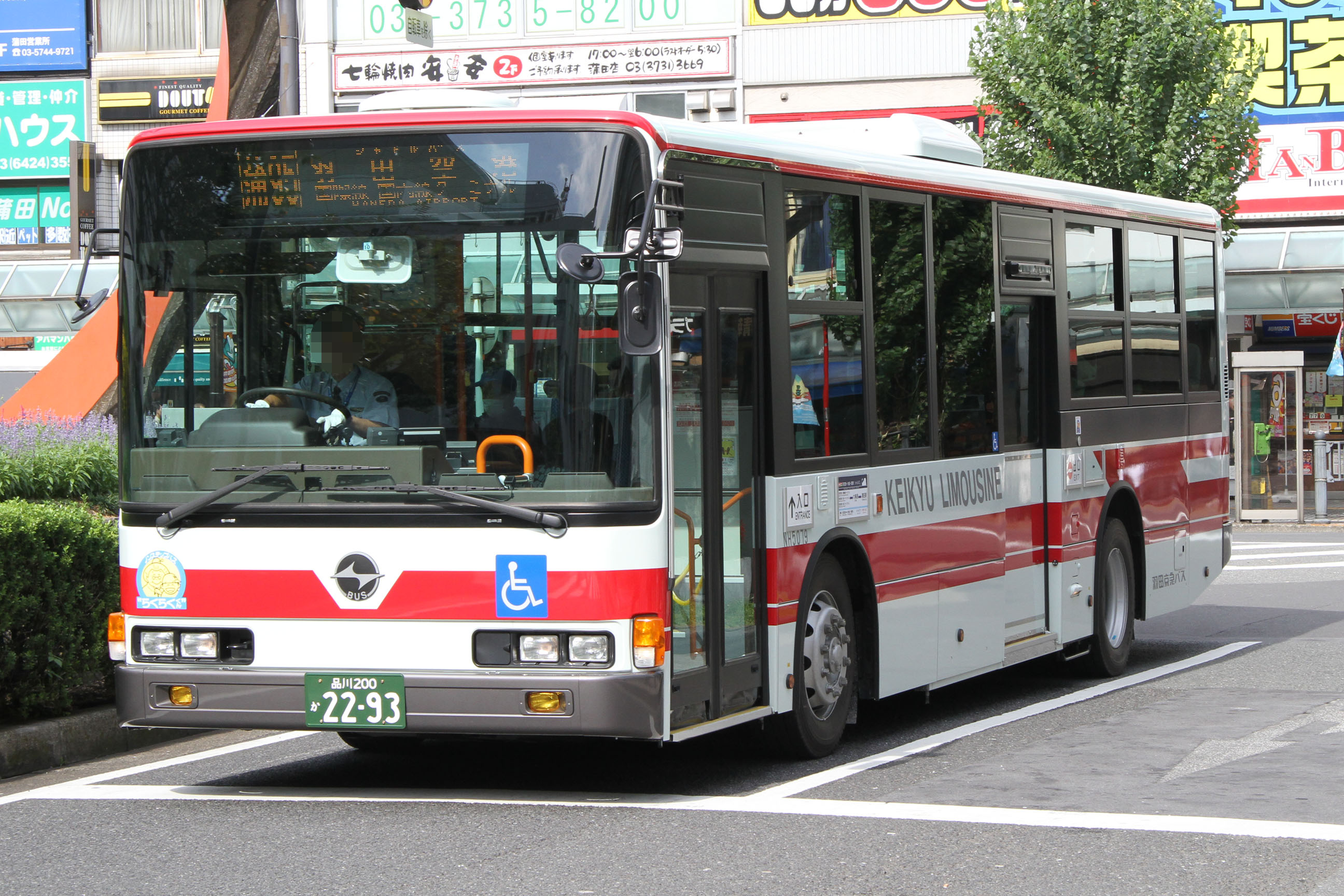
機場接駁巴士

東口的路線巴士除了共同運行路線（川崎、蒲田 - TDR線）以外，皆由京濱急行巴士運行。每年8月舉行大聯合蒲田祭時，東口一帶實施交通管制，並更改巴士站位置與路線。過去除了蒲田祭，每週日白天因步行者天國的關係，也會進行交通管制，並更改巴士站位置與路線，但現已取消。
過去曾有往川崎市五十鈴自動車川崎工場的路線巴士與直達川崎競馬場的直行班次。1973年（昭和48年）3月以前，同屬京急集團並負責川崎市內路線的川崎鶴見臨港巴士亦有行駛至本站。
現在，東口路線的蒲36、森50系統由京濱急行巴士大森營業所管轄，川崎、蒲田 - TDR線由新子安營業所管轄，其他路線則由羽田營業所管轄。共同運行川崎、蒲田 - TDR線的京成巴士由新習志野高速營業所管轄。
- 0號乘車處
  - 蒲95：往羽田機場（機場接駁巴士）（京濱急行巴士）
- 1號乘車處
  - 蒲73：往羽田車庫（經六鄉橋（日语：六郷橋）、大師橋（日语：大師橋）下）（京濱急行巴士）
  - 蒲74：往六鄉神社、六鄉橋（京濱急行巴士）
  - 蒲75：往大師橋下（經六鄉橋）（京濱急行巴士）
- 2號乘車處
  - 森50：往JR大森站東口（經東邦大學、澤田通）（京濱急行巴士）
- 3號乘車處
  - 蒲40：往國際線航站樓（經萩中、六間堀経由）（京濱急行巴士）
  - 蒲41：往羽田機場（同上）（京濱急行巴士）
  - 蒲42：往整備場（同上）（京濱急行巴士） ※平日1本のみ
  - 蒲43：往羽田車庫（同上）（京濱急行巴士）
  - 蒲45：往JFE（經萩中、四谷下町、臨港警察署（日语：川崎臨港警察署）前）（京濱急行巴士） ※平日2班
- 4號乘車處
  - 蒲30：往国際線航站樓（經日之出通、六間堀）（京濱急行巴士） ※僅早晨、深夜
  - 蒲31：往羽田空港、羽田車庫（經日之出通、六間堀）（京濱急行巴士） ※僅夜間有往羽田車庫班次
  - 蒲33：往羽田車庫（經日之出通）（京濱急行巴士）
- 5號乘車處
  - 蒲35：往東糀谷六丁目（經日之出通）（京濱急行巴士）
  - 蒲36：往森崎（經日之出通、北糀谷）（京濱急行巴士）
- 6號乘車處
  - 蒲67：往大森東五丁目（經梅屋敷站、大森警察（日语：大森警察署））（京濱急行巴士）
  - 直行：往東京迪士尼度假區 （京濱急行巴士、京成巴士）

### 西口
西口的路線巴士皆由東急巴士運行。昭和40年代曾有往川崎市內、橫濱市內的路線巴士，1984年（昭和59年）2月以前曾有前往目黑、世田谷兩區的路線巴士，現在除了往品川站的路線會進入港區，其他路線原則上都在大田、品川區內。
現在蒲田站的東急巴士路線，森01系統由荏原營業所管轄，其他都由池上營業所管轄。
- 1號乘車處
  - 蒲01：往六鄉土手（經蓮沼站、高畑小學校）
    - 每年8月15日大田區平和都市宣言紀念事業「花火祭典」舉行時，西六鄉地區實施交通管制，路線縮短至高畑小學校為止。

  - 森01：往大森操車所（經池上站前、西馬込站、大森站） ※僅平日白天
- 2號乘車處
  - 蒲12：往田園調布站（經池上警察署（日语：池上警察署）、雪谷）
- 3號乘車處
  - 品94：往品川站（經池上站前、大森站、大井町站）
  - 井03：往大井町站（經池上站前、大森站）
  - 井03（入庫）：往池上營業所（經池上站前）
    - 每年10月12日舉行池上本門寺御會式（日语：お会式）時，池上地區實施交通管制，往品川站、大井町站、池上營業所自15時以後至末班車為止，終點提前至德持小學校。森01系統在矢口東小學校前至池上警察署（日语：池上警察署）間改駛蒲12系統路線循環。

## 未來計畫
本站與京急蒲田站之間規劃建設聯絡線蒲蒲線，同時規劃東急多摩川線地下化。池上線車站將保留在地面，並鋪設往東急多摩川線的連絡線。

## 相鄰車站
東日本旅客鐵道
 京濱東北線
■快速、■各站停車
大森（JK 18）－蒲田（JK 17）－川崎（JK 16）
 東京急行電鐵
 池上線
蓮沼（IK14）－蒲田（IK15）
 東急多摩川線
矢口渡（TM06）－蒲田（TM07）

### 使用情況
JR、私鐵1日平均使用人數
1. ↑  各駅の乗車人員 （页面存档备份，存于） - JR東日本
2. ↑  .   [2016-03-25]. （原始内容存档于2016-03-06）.

JR東日本1999年度以後上車人次
1. ↑  各駅の乗車人員（1999年度） （页面存档备份，存于） - JR東日本
2. ↑  各駅の乗車人員（2000年度） （页面存档备份，存于） - JR東日本
3. ↑  各駅の乗車人員（2001年度） （页面存档备份，存于） - JR東日本
4. ↑  各駅の乗車人員（2002年度） （页面存档备份，存于） - JR東日本
5. ↑  各駅の乗車人員（2003年度） （页面存档备份，存于） - JR東日本
6. ↑  各駅の乗車人員（2004年度） （页面存档备份，存于） - JR東日本
7. ↑  各駅の乗車人員（2005年度） （页面存档备份，存于） - JR東日本
8. ↑  各駅の乗車人員（2006年度） （页面存档备份，存于） - JR東日本
9. ↑  各駅の乗車人員（2007年度） （页面存档备份，存于） - JR東日本
10. ↑  各駅の乗車人員（2008年度） （页面存档备份，存于） - JR東日本
11. ↑  各駅の乗車人員（2009年度） （页面存档备份，存于） - JR東日本
12. ↑  各駅の乗車人員（2010年度） （页面存档备份，存于） - JR東日本
13. ↑  各駅の乗車人員（2011年度） （页面存档备份，存于） - JR東日本
14. ↑  各駅の乗車人員（2012年度） （页面存档备份，存于） - JR東日本
15. ↑  各駅の乗車人員（2013年度） （页面存档备份，存于） - JR東日本
16. ↑  各駅の乗車人員（2014年度） （页面存档备份，存于） - JR東日本
17. ↑  各駅の乗車人員（2015年度） （页面存档备份，存于） - JR東日本
18. ↑  各駅の乗車人員（2016年度） （页面存档备份，存于） - JR東日本
19. ↑  各駅の乗車人員（2017年度） （页面存档备份，存于） - JR東日本
20. ↑  各駅の乗車人員（2018年度） （页面存档备份，存于） - JR東日本
21. ↑  各駅の乗車人員（2019年度） （页面存档备份，存于） - JR東日本

JR、私鐵統計資料
1. ↑  レポート （页面存档备份，存于） - 関東交通広告協議会
2. 1 2  大田区政ファイル （页面存档备份，存于） - 大田区

東京府統計書
1. ↑  .   [2020-07-28]. （原始内容存档于2020-08-20）.
2. ↑  .   [2020-07-28]. （原始内容存档于2020-08-20）.
3. ↑  .   [2020-07-28]. （原始内容存档于2020-08-20）.
4. ↑  .   [2020-07-28]. （原始内容存档于2020-08-20）.
5. ↑  .   [2020-07-28]. （原始内容存档于2020-07-29）.
6. ↑  .   [2020-07-28]. （原始内容存档于2020-07-29）.
7. ↑  .   [2020-07-28]. （原始内容存档于2020-06-07）.
8. ↑  .   [2020-07-28]. （原始内容存档于2020-06-16）.
9. ↑  .   [2020-07-28]. （原始内容存档于2020-07-29）.
10. ↑  .   [2020-07-28]. （原始内容存档于2020-06-16）.
11. ↑  .   [2020-07-28]. （原始内容存档于2020-07-29）.
12. ↑  .   [2020-07-28]. （原始内容存档于2020-06-07）.
13. ↑  .   [2020-07-28]. （原始内容存档于2020-06-07）.
14. ↑  .   [2020-07-28]. （原始内容存档于2020-07-29）.
15. ↑  .   [2020-07-28]. （原始内容存档于2020-07-29）.
16. ↑  .   [2020-07-28]. （原始内容存档于2020-07-29）.
17. ↑  .   [2020-07-28]. （原始内容存档于2020-07-29）.
18. ↑  .   [2020-07-28]. （原始内容存档于2020-07-29）.
19. ↑  .   [2020-07-28]. （原始内容存档于2020-07-29）.
20. ↑  .   [2020-07-28]. （原始内容存档于2020-07-29）.
21. ↑  .   [2020-07-28]. （原始内容存档于2020-07-29）.
22. ↑  .   [2020-07-28]. （原始内容存档于2020-07-29）.
23. ↑  .   [2020-07-28]. （原始内容存档于2020-07-29）.
24. ↑  .   [2020-07-28]. （原始内容存档于2020-07-29）.
25. ↑  .   [2020-07-28]. （原始内容存档于2020-07-29）.
26. ↑  .   [2020-07-28]. （原始内容存档于2020-07-29）.
27. ↑  .   [2020-07-28]. （原始内容存档于2020-07-29）.

東京都統計年鑑
1. ↑  昭和28年PDF - 13ページ
2. ↑  昭和29年PDF - 10ページ
3. ↑  昭和30年PDF - 10ページ
4. ↑  昭和31年PDF - 10ページ
5. ↑  昭和32年PDF - 10ページ
6. ↑  昭和33年PDF - 10ページ
7. ↑  .   [2020-07-28]. （原始内容存档于2016-03-05）.
8. ↑  .   [2020-07-28]. （原始内容存档于2016-03-05）.
9. ↑  .   [2020-07-28]. （原始内容存档于2015-06-29）.
10. ↑  .   [2020-07-28]. （原始内容存档于2015-06-29）.
11. ↑  .   [2020-07-28]. （原始内容存档于2015-06-29）.
12. ↑  .   [2020-07-28]. （原始内容存档于2015-06-29）.
13. ↑  .   [2020-07-28]. （原始内容存档于2016-03-05）.
14. ↑  .   [2020-07-28]. （原始内容存档于2016-03-05）.
15. ↑  .   [2020-07-28]. （原始内容存档于2016-03-05）.
16. ↑  .   [2020-07-28]. （原始内容存档于2016-03-05）.
17. ↑  .   [2020-07-28]. （原始内容存档于2016-03-05）.
18. ↑  .   [2020-07-28]. （原始内容存档于2016-03-05）.
19. ↑  .   [2020-07-28]. （原始内容存档于2015-06-29）.
20. ↑  .   [2020-07-28]. （原始内容存档于2015-06-29）.
21. ↑  .   [2020-07-28]. （原始内容存档于2015-06-29）.
22. ↑  .   [2020-07-28]. （原始内容存档于2016-03-05）.
23. ↑  .   [2020-07-28]. （原始内容存档于2016-06-02）.
24. ↑  .   [2020-07-28]. （原始内容存档于2015-06-29）.
25. ↑  .   [2020-07-28]. （原始内容存档于2016-03-05）.
26. ↑  .   [2020-07-28]. （原始内容存档于2015-06-29）.
27. ↑  .   [2020-07-28]. （原始内容存档于2016-03-05）.
28. ↑  .   [2020-07-28]. （原始内容存档于2016-03-05）.
29. ↑  .   [2020-07-28]. （原始内容存档于2016-03-05）.
30. ↑  .   [2020-07-28]. （原始内容存档于2015-06-29）.
31. ↑  .   [2020-07-28]. （原始内容存档于2015-06-29）.
32. ↑  .   [2020-07-28]. （原始内容存档于2015-06-29）.
33. ↑  .   [2020-07-28]. （原始内容存档于2016-03-05）.
34. ↑  .   [2020-07-28]. （原始内容存档于2016-03-05）.
35. ↑  .   [2020-07-28]. （原始内容存档于2015-06-29）.
36. ↑  .   [2020-07-28]. （原始内容存档于2016-03-05）.
37. ↑  .   [2017-06-16]. （原始内容存档于2016-03-05）.
38. ↑  .   [2017-06-16]. （原始内容存档于2016-03-05）.
39. ↑  .   [2017-06-16]. （原始内容存档于2016-03-05）.
40. ↑  .   [2017-06-16]. （原始内容存档于2013-08-15）.
41. ↑  .   [2017-06-16]. （原始内容存档于2013-02-03）.
42. ↑  .   [2017-06-16]. （原始内容存档于2013-02-03）.
43. ↑  .   [2017-06-16]. （原始内容存档于2013-02-03）.
44. ↑  .   [2017-06-16]. （原始内容存档于2013-02-03）.
45. ↑  .   [2017-06-16]. （原始内容存档于2016-03-04）.
46. ↑  平成10年PDF
47. ↑  平成11年PDF
48. ↑  .   [2017-06-16]. （原始内容存档于2016-03-04）.
49. ↑  .   [2017-06-16]. （原始内容存档于2016-03-04）.
50. ↑  .   [2017-06-16]. （原始内容存档于2017-07-29）.
51. ↑  .   [2017-06-16]. （原始内容存档于2017-07-29）.
52. ↑  .   [2017-06-16]. （原始内容存档于2017-07-29）.
53. ↑  .   [2017-06-16]. （原始内容存档于2017-07-29）.
54. ↑  .   [2017-06-16]. （原始内容存档于2017-07-29）.
55. ↑  .   [2017-06-16]. （原始内容存档于2017-07-29）.
56. ↑  .   [2017-06-16]. （原始内容存档于2017-07-29）.
57. ↑  .   [2011-07-10]. （原始内容存档于2016-03-26）.
58. ↑  .   [2017-06-16]. （原始内容存档于2016-03-27）.
59. ↑  .   [2017-06-16]. （原始内容存档于2016-03-25）.
60. ↑  .   [2017-06-16]. （原始内容存档于2016-03-27）.
61. ↑  .   [2017-06-16]. （原始内容存档于2016-03-22）.
62. ↑  .   [2017-06-16]. （原始内容存档于2017-07-30）.
63. ↑  .   [2017-06-16]. （原始内容存档于2018-11-09）.
64. ↑  .   [2018-10-18]. （原始内容存档于2019-05-02）.
65. ↑  .   [2020-07-28]. （原始内容存档于2019-12-03）.
66. ↑  .   [2020-07-28]. （原始内容存档于2020-08-04）.

## 外部連結
- 車站資訊（蒲田）：東日本旅客鐵道
- 蒲田車站（各站資訊） - 東急電鐵